# Bingo Bongo
Bingo Bongo è un film italiano del 1982 diretto da Pasquale Festa Campanile.

## Trama
Un aereo precipita su una foresta e un bambino viene salvato da un albero, cosa che gli permette di atterrare senza farsi male. Decenni dopo, un gruppo di esploratori nella foresta pluviale del Congo ritrova quel bambino, cresciuto da solo tra gli animali della foresta.
È il dottor Muller, capo degli scienziati antropologi, a decidere di chiamarlo Bingo Bongo, e gli scienziati diventano subito oggetto della sfacciataggine dell'uomo. Il professor Fortis riceve calci nel sedere nel tentativo di visitarlo e bucce di banana in faccia nel tentativo di studiare le sue reazioni agli stimoli esterni. Gli scienziati hanno paura perché vedono la forza delle mani di Bingo Bongo, che comincia a piegare le sbarre della grande gabbia nella quale è rinchiuso. Sta quasi per uscire, ma ad un tratto Bingo Bongo richiude le sbarre d'acciaio e torna in gabbia. Il motivo è che ha visto il professor Fortis imbracciare un fucile; quindi Bingo Bongo sbalordisce l'équipe medica per scatti di forza animale, ma anche per la sua umana intelligenza.
L'unico scienziato con cui Bingo Bongo va d'accordo è la bella dottoressa Laura, che ha il coraggio di entrare nella gabbia. L'apprendimento della lingua umana e delle regole di vita in una grande metropoli moderna deludono Bingo Bongo, ora ospitato a casa della dottoressa Laura, e invaghito di lei. Bingo Bongo fugge in giro per la città, creando una serie di guai: dall'arresto da parte della polizia, poi il rifugio tra le scimmie di uno zoo, il viaggio tentato per tornare in Africa, il dormire su uno dei rari alberi cittadini, e molte situazioni tragicomiche.

## Colonna sonora
La colonna sonora è composta da due brani dello stesso Adriano Celentano, Uh... uh... e Jungla di città. Entrambi fanno parte dell'album Uh... uh... uscito nello stesso anno.

## Produzione
Il ruolo della partner femminile è coperto da Carole Bouquet, mentre i ruoli di spalla del "molleggiato" vedono impegnati Enzo Robutti e Felice Andreasi. La scena iniziale del film si svolge al Politecnico di Milano.
Celentano contrappone al linguaggio ed alle regole della civiltà urbana la fantomatica lingua che gli permette comici dialoghi con gli animali. Oltre alla scimmia Renato, che è un caro amico di Bingo Bongo, c'è l'asino che dorme in un letto, la gallina che ha voglia di astenersi dalle uova, il passerotto sull'albero che accarezza la mano di Bingo Bongo, il cane che chiede favori al suo portavoce. La lingua della comunicazione inter-species è formata dalla combinazione di uno o più versi del monosillabo uh, che ricordano il titolo dell'album Uh... uh....
Nel film, alla fine, Adriano parla con King Kong e lo calma.

### Riprese
Il film venne girato a Milano. Tra i luoghi visibili nel film:
- Piazza del Duomo;
- Piazza San Babila;
- lungo la Conca dell'Incoronata;
- via Ceresio, di fronte al Cimitero monumentale;
- Piazza della Scala;
- lungo il Castello Sforzesco;
- lo Zoo di Milano, oggi Giardini pubblici Indro Montanelli.

Anche altri luoghi vennero utilizzati per le riprese:
- Assago, presso il centro direzionale Milanofiori;
- Arenzano, lungo la spiaggia e per le scene del ristorante affacciato al porto;
- Piumazzo, per le scene della discoteca Kiwi Cathedral.

## Distribuzione
Il film è stato distribuito nelle sale cinematografiche italiane a partire dal 23 dicembre 1982.

## Accoglienza

### Incassi
Il film risultò 8º campione d'incassi nella stagione cinematografica italiana 1982-83.